# Volvo P1900
Volvo P1900 — перший спортивний автомобіль Volvo, що випускався з 1956 по 1957 рік. Був створений багато в чому за аналогією з Chevrolet Corvette (General Motors) з використанням кузова з фібропластику і багатьох частин моделі Volvo PV444. Модель виявилася невдалою (всього вироблено 68 автомобілів) і згодом була замінена на Volvo P1800, який став великим успіхом компанії.

## Двигун
- 1,414 cc (1.4 L) B14 I4

| Автомобіль | Це незавершена стаття про автомобілі. Ви можете допомогти проєкту, виправивши або дописавши її. |